# 山本卓卓
山本 卓卓（やまもと すぐる、1987年6月9日 - ）は、日本の劇作家・演出家。劇団「範宙遊泳」主宰。山梨県出身。本名は山本 卓（読み同じ）。

## 人物
舞台上に投影した文字・写真・色・光・影などの要素と俳優を組み合わせた独自の演出と、観客の倫理観を揺さぶる強度ある脚本で、日本国内のみならずアジア諸国からも注目を集め、海外公演や共同制作も活発に行う。
『幼女X』でBangkok Theatre Festival 2014 最優秀脚本賞と最優秀作品賞を受賞。『うまれてないからまだしねない』で第59回、『その夜と友達』で第62回、『バナナの花は食べられる』が第66回岸田國士戯曲賞最終候補ノミネート、第66回で受賞。2015年度より公益財団法人セゾン文化財団ジュニアフェロー。2016年より急な坂スタジオサポートアーティスト。2017年よりアーツコミッション・ヨコハマのクリエイティブチルドレン対象者。2012年からは、一人の俳優に焦点を当て作品化するソロプロジェクト「ドキュントメント」も主宰している。
芸名の由来は本名ではありふれているとの理由で、見た人が珍しがる名前にしようと名前の漢字を足して「卓卓」としたことによる。また芸名の候補として「卓二乗（すぐるにじょう）」も考えていたとのこと。
2021年現在は1児の父で、妻は舞台制作者の坂本もも。

## 略歴
- 山梨県立日川高等学校在学中に映画演劇部に入り、高校演劇を始める[2]。
- 2007年　桜美林大学総合文化学群演劇専修在学中に、劇団「範宙遊泳」を旗揚げ。
- 2011年　新進劇団を集めた東京芸術劇場の企画、芸劇eyes番外編『20年安泰。』にて、『うさ子のいえ』を上演。
- 2012年　一人の人間に焦点を当て作品化するソロプロジェクト「ドキュントメント」を始動し、TPAM in Yokohama 2016 では『となり街の知らない踊り子』を英語字幕付きで上演し好評を博す。
- 2013年　現代の東京を舞台に現在の緊張した空気感とそこで生きる人への祝福を描く『幼女X』を発表。投影した文字と俳優が絡む独自のスタイルで、携帯の文字や絵でコミュニケーションするメール世代を象徴する表現として注目を集める・
- 2014年　『幼女X』タイ公演で、Bangkok Theatre Festival 2014 Best Original Script（最優秀脚本賞）とBest Play（最優秀作品賞）を受賞。
- 2014年以降　マレーシア、タイ、インド、シンガポール、中国、アメリカなど海外でも活発に公演し、国際共同制作も積極的に手がける。
- 2015年　『うまれてないからまだしねない』が第59回岸田國士戯曲賞最終候補にノミネートされる。
- 2015年以降　公益財団法人セゾン文化財団ジュニアフェローに選出される。
- 2016年　急な坂スタジオサポートアーティストに選出される。
- 2017年　アーツコミッション・ヨコハマのクリエイティブチルドレンに選出される。
- 2018年　『その夜と友達』が第62回岸田國士戯曲賞最終候補にノミネートされる。
- 2022年　『バナナの花は食べられる』が第66回岸田國士戯曲賞最終候補にノミネートされ、受賞[1]。

## 受賞歴
- 2014年　Bangkok Theatre Festival 2014 Best Original Script（最優秀脚本賞）・Best Play（最優秀作品賞）『幼女X』
- 2009年　名古屋キャンパスフェスティバル 大賞『透明ジュピ子黙殺事件』
- 2008年　シアターグリーン学生芸術祭 優秀賞『美少女Hの人気』
- 2021年　第66回岸田國士戯曲賞『バナナの花は食べられる』

## 範宙遊泳の演劇　作・演出
2016年
- 1月　インド公演『われらの血がしょうたい-Colours of Our Blood-』（会場｜ケララ・KT Muhammed Regional Theatre　＊ITFOK16 -international theater festival of Kerala-参加　／デリー・National School of Drama(NSD)）

2015年
- 12月　第19回公演　F/T15連携プログラム『われらの血がしょうたい』（会場｜のげシャーレ）
- 6月　タイ公演　範宙遊泳×Democrazy Theatre『幼女X』（日本×タイ共同制作版）（原作｜山本卓卓　演出｜タナポン・ウィルンハグン(Democrazy Theatre)／山本卓卓　会場｜バンコク・Democrazy Theatre Studio）
- 2月　TPAM in Yokohama 2015　範宙遊泳×Democrazy Theatre『幼女X』（日本×タイ共同制作版）（原作｜山本卓卓　演出｜タナポン・ウィルンハグン(Democrazy Theatre)／山本卓卓　会場｜KAAT神奈川芸術劇場中スタジオ）

2014年
- 11月　タイ公演『幼女X』（会場｜バンコク・チュラロンコーン大学）
- 8月　第18回公演『インザマッド(ただし太陽の下)』（会場｜こまばアゴラ劇場）
- 5月　マレーシア公演　日本版『幼女X』（会場｜クアラルンプール・DPAC）　マレー版『Gadis X』（共同演出｜Ayam Fared　会場｜クアラルンプール・マレーシアユースフェスティバル2014 BLAC BOX）
- 4月　eyes plus 第17回公演『うまれてないからまだしねない』（会場｜東京芸術劇場シアターイースト）
- 2月　第16回公演　TPAM in Yokohama 2013『幼女X』（会場｜KAAT神奈川芸術劇場中スタジオ）

2013年
- 8月　TACT/FEST 短編『おばけのおさしみ』（会場｜大阪・ロクソドンタブラック）
- 5月　第15回公演『さよなら日本-瞑想のまま眠りたい-』（会場・提携｜STスポット）
- 2月　第14回公演『範宙遊泳展-幼女Xの人生で一番楽しい時数間-』（会場｜新宿眼科画廊地下スペース）

2012年
- 12月　ミソゲキ2012 短編『おなか、それよりも前』（会場｜名古屋・ナンジャーレ）
- 9月　東京芸術劇場リニューアル記念「東京福袋」 短編『男と女とそれをみるもの（X？）の遊びと退屈とリアルタイム！暴力！暴力！暴力！』（会場・主催｜東京芸術劇場シアターウエスト）
- 7月　第13回公演『東京アメリカ(再演)』（会場｜東京・こまばアゴラ劇場／名古屋・G/pit）
- 4月　第12回公演『夢！サイケデリック！！』（会場｜アトリエ春風舎）

2011年
- 12月　「範宙遊泳のマジカルミステリーツアー」（会場｜幡ヶ谷FORESTLIMIT）
- 10月　KYOTO EXPERIMENT 2011 フリンジ“Grundp★”第11回公演『ガニメデからの刺客』（会場｜京都・元立誠小学校）
- 8月　第10回公演『範宙遊泳の宇宙冒険記3D』（会場・杮落とし｜新宿眼科画廊地下スペース）
- 6月　芸劇eyes番外編「20年安泰。」『うさ子のいえ』（会場｜水天宮ピット）
- 3月　第9回公演『労働です』（会場｜STスポット）

2010年
- 9月　第8回公演『東京アメリカ』（会場｜STスポット）
- 7月　第7回公演『ラクダ』（原作｜古典落語『らくだ』　会場｜王子小劇場）
- 2月　第6回公演『山梨』（会場｜桜美林大学プルヌスホール）

2009年
- 8月　第5回公演『少年少女』（会場｜神楽坂die pratze）
- 3月　第4回公演『透明ジュピ子黙殺事件』（会場｜東京・神楽坂die pratze／名古屋・G/pit）

2008年
- 8月　第3回公演『美少女Hの人気』（会場｜シアターグリーンBASE THEAER）
- 1月　第2回公演『三倍ママ』（会場｜桜美林大学徳望館小劇場）

2007年
- 7月　第1回公演『地底東京の女』（会場｜桜美林大学徳望館小劇場）

## 範宙遊泳以外の演劇　作・演出
2024年
- 3〜4月　PARCO PRODUCE 2024『東京輪舞（トウキョウロンド）』（原作｜アルトゥル・シュニッツラー『輪舞』、作｜山本卓卓、演出・美術｜杉原邦生　会場｜PARCO劇場、久留米シティプラザ ザ・グランドホール／森ノ宮ピロティホール／広島上野学園ホール（広島県立文化芸術ホール））

2016年
- 3月　play reading『Girl X』（脚本提供｜山本卓卓　会場｜アメリカ・ニューヨーク ジャパン・ソサエティ）
- 2月　TPAM in Yokohama 2016 ドキュントメント『となり街の知らない踊り子』（作・振付・演出｜山本卓卓　会場｜横浜創造都市センター YCC 3F）

2015年
- 5月　ドキュントメント『となり街の知らない踊り子』（作・振付・演出｜山本卓卓　会場｜STスポット）
- 1月　芸劇＋トーク『朗読東京』『白痴』（原作｜坂口安吾）『少年』（原作｜谷崎潤一郎）『品川心中』（原作｜古典落語より）

2014年
- 9月　Produce lab 89「五感overs -山本卓卓の演劇論1-」（作・演出・出演｜山本卓卓　会場｜音楽実験室・新世界）
- 9月　Aゲキシリーズvol.17「紙風船」まつり　カトリ企画『紙風船』（原作｜岸田國士『紙風船』　会場｜津あけぼの座）

2013年
- 7月　カトリ企画UR07 シリーズ岸田國士『紙風船文様』vol.2（原作｜岸田國士『紙風船』　会場｜アトリエ・センティオ）

2010年
- 3月　花ざかりのオレたちです。『三五大切』（原作｜鶴屋南北　会場｜徳望館／早稲田どらま館／王子小劇場）

2009年
- 5月　素晴らしき青春第三幕『ラクダ』（原作｜古典落語『らくだ』　会場｜プルヌスホール）

## ゲーム　作・構成
2015年
- 『Help,world!』下記『たいないめぐり』を、MV撮影休憩時にプレイするために、BUMP OF CHICKEN ver. にアレンジ。

2014年
- 『たいないめぐり』（ビジュアル｜たかくらかずき　会場｜カオス*ラウンジ）　カオス*ラウンジ「キャラクラッシュ!展」にて展示

## トークイベント
2014年
- 10月　Produce lab 89　「ラジオ卓卓」（会場｜音楽実験室・新世界）

## ワークショップ　講師
2016年
- 範宙遊泳主催　「場所からうまれる/ニュートラルのレンジ」（会場・共催｜STスポット）

2013年
- ドキュントメント（会場・主催｜STスポット）

2012年
- ENBUサマースクール発表会付き演劇ワークショップ講座
- 山梨県高校演劇講習会
- 桜美林大学　GALA Obirin 2012 スタッフ企画　ワークショップ＋発表 『ゴドーを待つ人もいない』　講師・作・演出

## 連載
2014年〜終了
- シアターガイドweb連載　「今月の僕、物語」

## インタビュー
2016年
- 季刊エス特設サイト 「劇作家・演出家対談-ロロ主宰・三浦直之×範宙遊泳主宰・山本卓卓-」

2015年
- 演劇最強論-ing「人間の引き算をしていって、最後に何が残るのか確かめたい」
- ぴあplus「つくり手の横顔vol.34　山本卓卓」

2014年
- CINRA.net「社会的テーマはダサいとか言ってられない」
- MAGCUL.NET「山本卓卓インタビュー」
- 国際交流基金 Performing Arts Network Japan 「投影された文字と俳優が絡むメール世代の新演劇」（日・英）

## 動画
範宙遊泳YouTubeチャンネルにて公演動画公開中